# Modrušani
 Modrušani  (olaszul: Medrosani/ Modrussani) falu Horvátországban, Isztria megyében. Közigazgatásilag Žminjhez tartozik.

## Fekvése
Az Isztria középső részén, Labintól 24 km-re északnyugatra, községközpontjától 5 km-re délnyugatra az A8-as autópálya közelében fekszik. Településrészei Mačini, Križmani és Otočani.

## Története
A falu a 16. és 17. században települt be a török elől Dalmáciából menekülő horvátokkal. Ez a terület abban az időben a pazini grófság és Velencei Köztársaság közötti határvidék volt. 
1880-ban 168, 1910-ben 259 lakosa volt. Az első világháború után a rapallói szerződés értelmében Isztria az Olasz Királysághoz került. Az 1943-as olasz kapituláció után szabadult meg az olasz uralomtól. A második világháború után Jugoszlávia, majd Jugoszlávia felbomlása után 1991-ben a független Horvátország része lett. Žminj község 1993-ban alakult meg. 2011-ben a falunak 118  lakosa volt. Lakói mezőgazdasággal és kisállat tenyésztéssel foglalkoznak.

## Nevezetességei
- Mačina nevű településrésze szélén áll Szent Kvirin tiszteletére szentelt temploma. Egyszerű, négyszög alaprajzú épület, homlokzata felett kis kétfülkés nyitott harangtoronnyal, benne egy haranggal. Felirata szerint 1730-ban épült, helyén egykor szintén templom állt.
- A Zminjt Vodnjannal összekötő főút mellett áll a Tengerek Istenanyja (Majke Božje od Svetomora) templom. A templom 1723-ban épült a régebbi, 12. századi templom helyén. A régi templomot valószínűleg többször átépítették, erről tanúskodik az ablakkeretbe faragott 1666-os évszám. A homlokzat előtt különálló 18 méter magas harangtorony áll biforama (középen kettéosztott) román stílusú ablakkal, benne két haranggal. Hátoldalán egykori hozzáépítés maradványai láthatók. A templom egyhajós épület loggiás előtérrel, melynek tetőzete a föld terményeit kezükben tartó szoborszerű tartóoszlopokon nyugszik.
- A faluban máig fennmaradtak a népi építészet kőből épített magas baladuros (a jellegzetes kis fedett terasz helyi elnevezése), ciszternás házai.

## Lakosság
| Lakosság változása | Lakosság változása | Lakosság változása | Lakosság változása | Lakosság változása | Lakosság változása | Lakosság változása | Lakosság változása | Lakosság változása | Lakosság változása | Lakosság változása | Lakosság változása | Lakosság változása | Lakosság változása | Lakosság változása | Lakosság változása |
| ------------------ | ------------------ | ------------------ | ------------------ | ------------------ | ------------------ | ------------------ | ------------------ | ------------------ | ------------------ | ------------------ | ------------------ | ------------------ | ------------------ | ------------------ | ------------------ |
| 1857               | 1869               | 1880               | 1890               | 1900               | 1910               | 1921               | 1931               | 1948               | 1953               | 1961               | 1971               | 1981               | 1991               | 2001               | 2011               |
| 0                  | 0                  | 168                | 207                | 253                | 259                | 0                  | 0                  | 207                | 219                | 189                | 149                | 150                | 129                | 119                | 118                |